# (26356) Aventini
(26356) Aventini est un astéroïde de la ceinture principale.

## Description
(26356) Aventini est un astéroïde de la ceinture principale. Il fut découvert le 26 décembre 1998 à San Marcello Pistoiese par Luciano Tesi et Andrea Boattini. Il présente une orbite caractérisée par un demi-grand axe de 2,73 UA, une excentricité de 0,21 et une inclinaison de 17,7° par rapport à l'écliptique.

## Compléments